# Nathalie Obrescoff
Nathalie Obrescoff, née Nathalie Chérémétieff en 1795 et morte le 23 juillet 1862 à Vichy, est une aristocrate russe qui vécut de longues années à Paris et tint un salon où elle invitait notamment Frédéric Chopin, dont sa fille Catherine était l'élève.

## Biographie

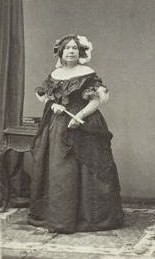
Nathalie Obrescoff à Paris.

Nathalie Obrescoff est la fille du général-major Vassili Sergueïevitch Cheremetiev et de la comtesse née Tatiana Ivanovna Martchenko. Elle est nommée demoiselle d'honneur de la Cour le 19 décembre 1817. Elle épouse le 21 avril 1818 à Moscou en l'église de la Sainte-Trinité Dimitri Obrescoff, officier et fils de diplomate. Selon sa mère, Nathalie était « de taille plutôt droite, mais elle n'était pas belle. » Cependant, elle était « extrêmement bonne et studieuse ». Sa vie conjugale au début, selon la comtesse Dolly de Ficquelmont, était « un exemple de mariage exemplaire, et la tendresse et l'affection mutuelles semblaient leur promettre un bonheur à long terme ». Mais lorsque son mari fut nommé au gouvernement de Vilna en 1830, il eut une liaison durable avec l'épouse du sénateur Mikhaïl Bobiatinski (née Catherine Ignatievna Walentinowicz) et avertit sa femme « que désormais il ne désire plus avoir rien en commun avec elle. ». Ainsi à partir de 1838, Nathalie Obrescoff - dite dans le monde Madame Obrescoff -  vit presque constamment à Paris où elle reçoit dans son salon la bonne société mondaine éprise de musique, selon le témoignage de S. D. Cheremetiev: « Elle appartenait à ces femmes russes qui estimaient qu'habiter à Paris leur donnait dans le beau monde une certaine considération et un charme particulier ; et elle ne se rendait que très rarement à Saint-Pétersbourg ».
À Paris, Madame Obrescoff patronna Frédéric Chopin dont ses filles étaient les élèves. Il dédia du reste à sa fille Catherine au début de son mariage (avec le prince Jean Soutzo) en 1841 sa Fantaisie en fa mineur, op. 49. De plus Madame Obrescoff paya les dernières dettes de Chopin qui était dépensier et sans qu'il ne le sût lui payait son loyer. 

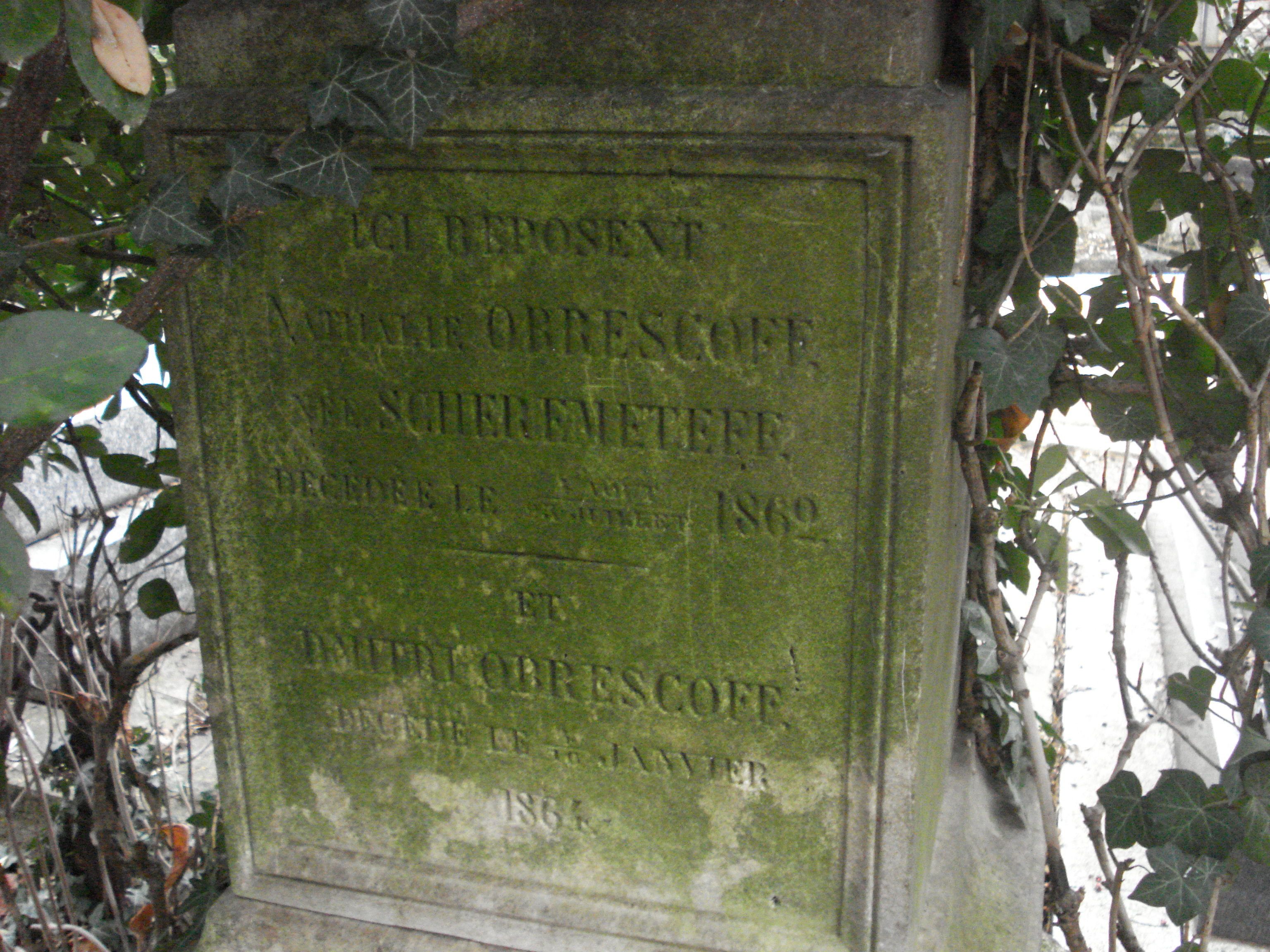
Sépulture au cimetière de Montmartre.

Un album inédit de partitions ayant appartenu à Madame Obrescoff lui a survécu ; il contient soixante-cinq partitions annotées de sa main des années 1838 à 1852 et démontre sa connaissance de tous les pianistes, chanteurs et compositeurs célèbres d'Europe de l'époque. Elle ne venait que très rarement en Russie et lorsqu'elle séjournait à Saint-Pétersbourg elle s'installait dans l'hôtel particulier Rzewuski rue Nikolaïevskaïa (aujourd'hui rue Marat). Elle y donnait quelques soirées dansantes où elle invitait surtout des diplomates. Elle souffrit à la fin de sa vie de diabète. Elle mourut inopinément alors qu'elle prenait les eaux à Vichy avec sa femme de chambre pour se soigner.
Elle est enterrée avec son mari à Paris, au cimetière de Montmartre.

## Postérité
De son mariage sont issus :
- Vassili (22 juillet 1819 - 29 novembre 1819)

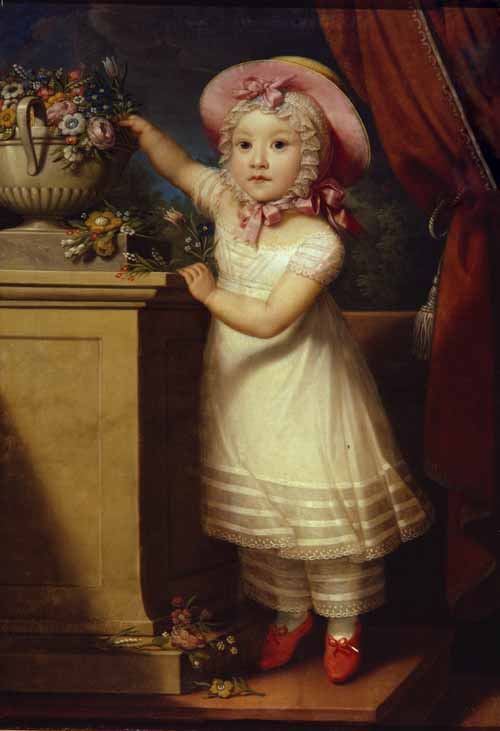
Portrait de sa fille Catherine (coll. du musée Radichtchev de Saratov).

- Mikhaïl Dmitrievitch Obreskov (1821-1884), futur général-major, époux de Varvara Dmitrievna Korobyna (1823-1892), morte de pneumonie à Wiesbaden.
- Catherine (1822-1874), élève de Chopin à qui il dédie sa Fantaisie en fa mineur op. 49 ; elle épouse en 1840 le prince Jean Soutzo, fort bel homme et ambassadeur à Paris de son père hospodar de Moldavie. Ils demeurent à Paris.
- Vassili (21 janvier 1826-28 juillet 1829)
- Tatiana (19 novembre 1828[6]-1872), baptisée le 15 décembre 1828 à Saint-Pétersbourg en l'église des Douze-Apôtres près du département de la Poste, son parrain étant le grand-duc Michel Pavlovitch de Russie et sa marraine la comtesse Apraxine née Galitzine[7]; elle épouse à Marnes-la-Coquette le 17 septembre 1850 le comte Marie-Léon-René Joussineau de Tourdonnet.

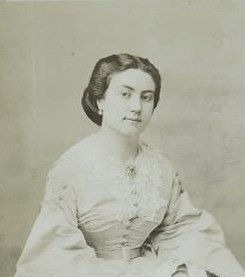
Tatiana Obrescoff.